# Bob Dadae
Sir Bob Dadae, GCL, GCMG (8 de março de 1961) é um político papuásio, atual Governador-geral da Papua-Nova Guiné desde 28 de fevereiro de 2017, sucedendo Sir Michael Ogio.
Dadae é bacharel em comércio pela Universidade de Papua-Nova Guiné (1988) e tem MBA pela Universidade Griffith (1995). Antes de sua eleição ao parlamento, foi contador em uma igreja evangélica luterana e membro da agência de publicidade Christian Press.
Ele foi eleito para o Parlamento Nacional da Papua-Nova Guiné em 2002 pelo partido United Party pelo distrito de Kabwum, se tornando o vice-líder do partido após a eleição. Foi vice-presidente do Parlamento Nacional em 2004. Foi reeleito em 2007 e foi Ministro da Defesa no governo Michael Somare (2007-2011) e reeleito novamente em 2012.
Em 5 de maio de 2017 Dadae foi condecorado com a Ordem de São Miguel e São Jorge, recebendo o título de Sir, e em 18 de agosto de 2017 foi condecorado com a Ordem de São João.